# Zombibi
Zombibi, tijdens de productie ook bekend als Shouf Shouf Zombibi, is een Nederlandse horrorfilm uit 2012 geregisseerd door Martijn Smits en Erwin van den Eshof.

## Verhaallijn
Aziz werkt op een kantoor, gelegen in een flatgebouw, ergens in Amsterdam-West. Hij is stiekem verliefd op Tess, een van de secretaresses. Aziz wordt op staande voet ontslagen omdat hij te veel privé-telefoontjes krijgt.
Daarop gaat Aziz naar zijn broer Mo die op een zwembad-feestje is. Onbedoeld slaat Mo een van de aanwezigen knock-out waardoor er ruzie ontstaat. Hierdoor belanden Aziz, Mo, Jeffrey en Nolan een nacht in de gevangenis. Daar zit ook Joris die voor andere feiten werd opgepakt.
Tegen de avond is er een kleine aardbeving. Deze is ontstaan nadat een Russisch ruimtestation neerstortte in het flatgebouw waar Aziz werkte. De volgende ochtend gaan plots de celdeuren open en gaan de vijf personen naar de balie. Omdat er nergens agenten zijn en er op het eerste gezicht een ruzie is geweest in het kantoor, breken de mannen de kastjes zelf open om hun spullen op te halen.
Eenmaal buiten rijdt een dame op een scootmobiel Mo aan. Ze lijkt bezeten te zijn. Daarop loopt Kim, een van de vrouwelijke agentes, naar buiten en schiet op de dame. Terug in het kantoor vernemen de mannen het incident met het ruimtestation. Het ruimtestation bevatte nog bacteriën die mensen omvormen tot zombies wanneer dit in hun bloed terechtkomt.  Ondertussen heeft Aziz enkele gemiste oproepen gekregen van Tess, die smeekt om haar te komen redden. Blijkbaar zit zij vast in het flatgebouw.
Via een nieuwsbericht verneemt het groepje dat iedereen die nog niet besmet is, zo snel mogelijk het rampgebied dient te verlaten. Blijkbaar trekt het ruimtestation ook alle zombies aan en zijn deze allen op weg naar het flatgebouw. Tijdens hun tocht naar de veilige zone dient het groepje verschillende zombies uit te schakelen. Net voor ze de veilige zone bereiken, krijgt Aziz nogmaals telefoon van Tess met de vraag om haar te redden. Aziz beslist om dit te doen en krijgt, na enige twijfeling, de hulp van Kim en de andere mannen omdat Aziz hen doet geloven dat Tess zijn vaste vriendin is.
Mo wil samen met zijn broer een eigen zaak oprichten, daarom besluit hij met Jeffrey, Nolan en Joris om onderweg een bank leeg te roven en laten ze Aziz en Kim in de steek. Nolan wordt gebeten door een zombie en zal weldra ook muteren. Daarom beslissen Jeffrey en Mo om hem te vermoorden, wat niet zo evident blijkt te zijn. Bij het verlaten van de bank eist Joris al het geld op. Omdat de ingang van de bank versperd is door een meute zombies, belt Mo naar Aziz met de vraag om hen te komen redden. Aziz en Kim kunnen de zombies verdrijven met een autoalarm.
Als iedereen is verenigd gaan ze naar de veilige zone, maar stelen een legerauto vol met wapens, en als ze bij het gebouw zijn is daar een grote groep zombies, Kim, Aziz en Mo gaan alvast naar binnen, maar Jeffrey gaat de zombies te lijf met een minigun (die na een tijdje opraakt).
Eenmaal in het flatgebouw blijkt er nog een andere man te zijn die Tess komt redden. Blijkbaar heeft zij iedereen opgebeld met wie ze ooit seks had. Niet veel later wordt Tess gebeten door haar baas. Ondertussen zijn Aziz en Mo op het dak van het flatgebouw. Daar ontmoeten ze een Russische kolonel die het ruimtestation komt opblazen. Hij wordt gebeten en verandert in een zombie. Ook Mo wordt gebeten en zal weldra hetzelfde lot ondergaan. Daarom beslist hij dat Aziz zo snel mogelijk het gebouw moet verlaten en dat Mo na 10 minuten het ruimtestation laat ontploffen.
Tijdens zijn vlucht uit het flatgebouw vindt hij Kim terug. Zij is in gevecht met Tess, die ondertussen ook een zombie is. Tess wordt uitgeschakeld door haar te onthoofden.  Mo blaast het gebouw op waardoor hij en zowat alle zombies in de omgeving sterven.
Aziz, Kim, Jeffrey en nog twee andere mannen vluchten naar de veilige zone. Daar blijkt dat de aanwezigen zijn gemuteerd naar vampiers.
Wie nog even wacht tot na de aftiteling, krijgt te zien dat Jan, de nieuwslezer onder vuur wordt genomen door een zombie. Waarna zijn laatste woorden waren: "het spijt me maar dat was mis" waarna de zombie Jan doodschiet.

## Rolverdeling
| Acteur             | Personage     |
| ------------------ | ------------- |
| Yahya Gaier        | Aziz          |
| Mimoun Ouled Radi  | Mo            |
| Gigi Ravelli       | Kim           |
| Sergio Hasselbaink | Jeffrey       |
| Uriah Arnhem       | Nolan         |
| Noël Deelen        | Joris         |
| Nadia Poeschmann   | Tess          |
| Carlo Boszhard     | Jan de Hoop   |
| Yes-R              | Jamal Barachi |
| Ilias Ojja         | Kadir Barachi |
| Frans van Deursen  | commando      |
| Wouter Braaf       | militair      |
| Kees Boot          | Bakels        |
| Wart Kamps         | Pieter        |
| Tim Kamps          | Stijn         |
| Loek Peters        | Ruben         |
| Michiel Romeyn     | Sergei        |
| Edo Brunner        | Mammut        |
| Remy Bonjasky      | Rico          |
| Rik Sinkeldam      | Steef         |
| Ben Saunders       | zichzelf      |
| Mathieu Prins      | zombie        |
| Olav van Weerden   | zombie        |